# Harmen Jan van der Wijck

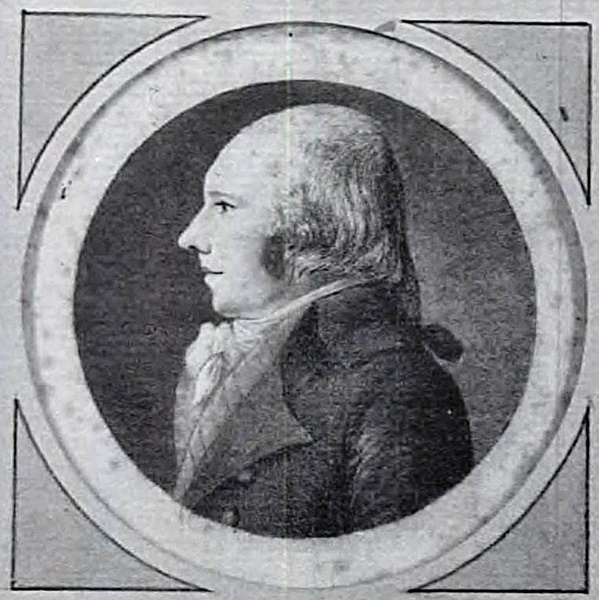
Porträt

Harmen Jan van der Wijck, öfter auch Herman van der Wyck (* 7. November 1769 in Deventer, Niederlande; † 18. Januar 1847 in Mannheim) war ein holländischer Freiherr und General, der nach seiner Pensionierung in Deutschland lebte, wo er sich als Landschaftsmaler bzw. Schriftsteller betätigte.

## Leben

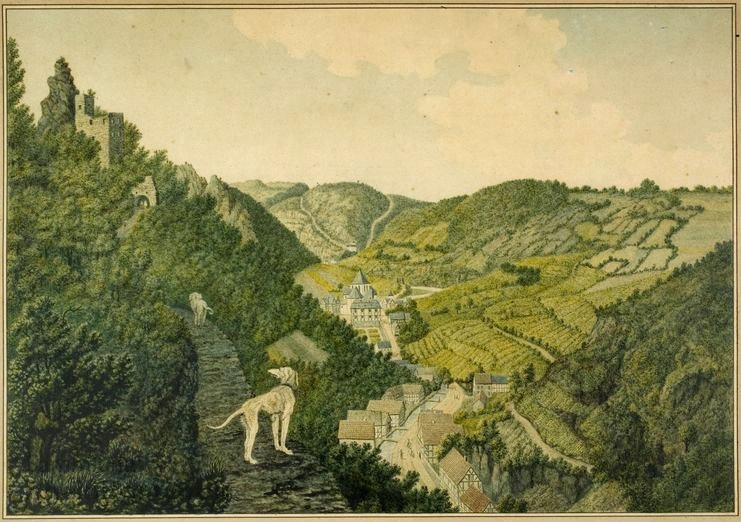
Harmen Jan van der Wijck: Blick auf Burg Are und Altenahr

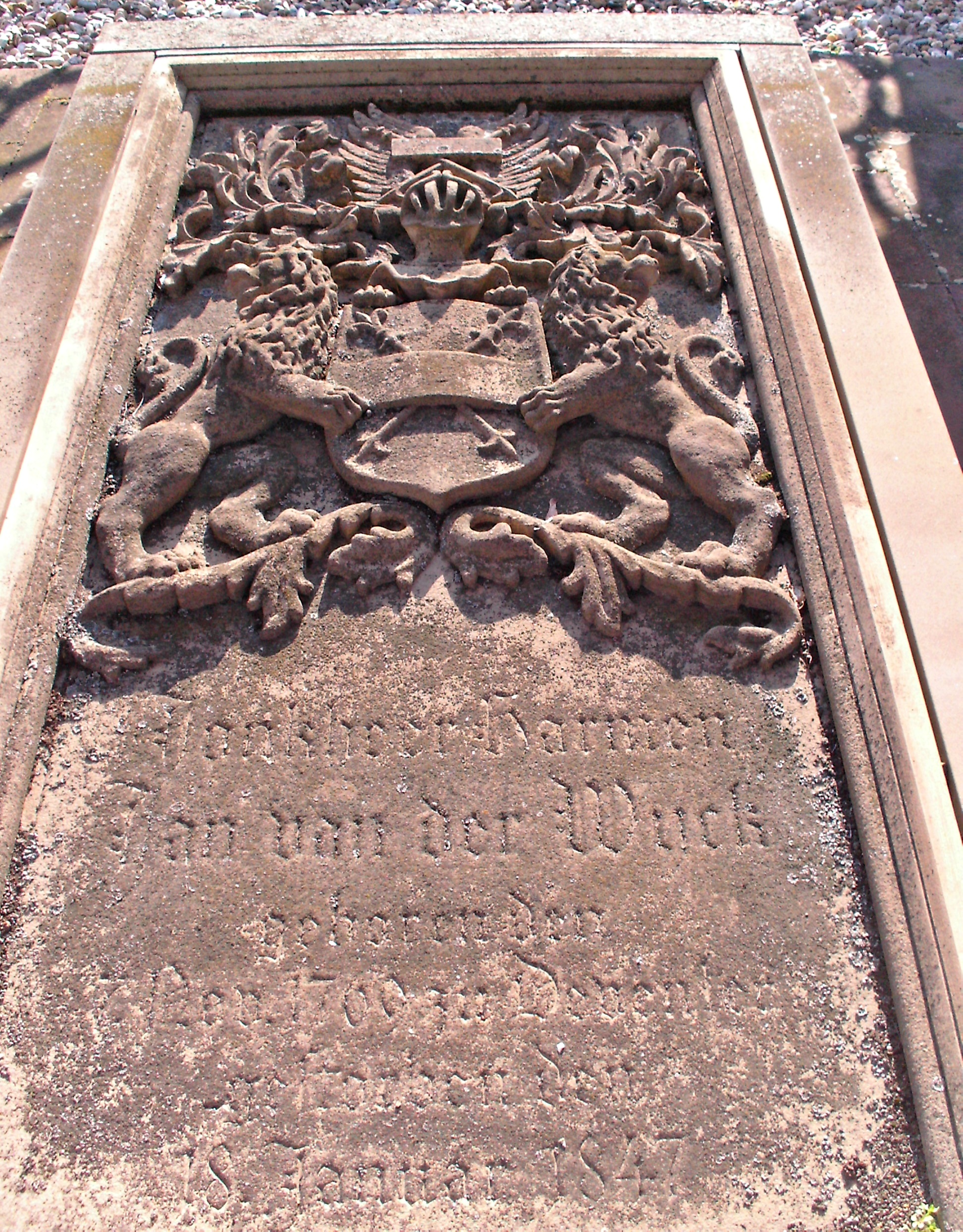
Grabstein, Hauptfriedhof Mannheim

Harmen Jan van der Wijck war der Sohn des Jan Hendrik van der Wijck, Herr von Stroevelaar (1731–1809) und seiner Gattin Maria geb. Brouwer (1732–1788). Er trat in Holland dem heeredienst als "ordinaris ingenieur" bei, schlug die Offizierslaufbahn ein und avancierte bis zum Rang eines Generalmajors der Genietruppen. Seine Arbeit umfasste unter anderem die Erfassung von Befestigungsanlagen und der geographischen Kartierung. Später wurde er zum persönlichen Adjudanten des Prinzen von Oranien. 
1796 ehelichte er in Amsterdam Cornelia Constantia van der Muelen (1771–1852), mit der er mehrere Kinder hatte. 
Nach seinem Ausscheiden aus dem Militärdienst zog van der Wijck mit seiner Familie nach Deutschland und ließ sich als Privatier zunächst in Neuwied, später in Mannheim nieder. Er unternahm oft Wanderungen und Reisen, besonders am Rhein, wobei er ab 1820 viele qualitative Landschaftsbilder schuf. Auch betätigte er sich schriftstellerisch im naturwissenschaftlichen und technischen Bereich. So publizierte er 1825 die Schrift „Der Mittelrhein und Mannheim in hydrotechnischer Sicht“, in der er auch Thesen zur anstehenden Rheinbegradigung entwickelte und die auf eine bis dahin unveröffentlichten Arbeit von Johann Gottfried Tulla zurückging. 1836 veröffentlichte er das Büchlein „Übersicht über die rheinischen und eifeler erloschenen Vulkane“.
Harmen Jan van der Wijck starb 1847 in Mannheim und wurde auf dem dortigen Hauptfriedhof beigesetzt. Sein Grabstein befindet sich heute – als Abguss (1989/1990) – unter den Arkaden am Haupteingang.
Der Adelige gehörte der Ritterschaft der Provinz Overijssel an und war korrespondierendes Mitglied der Königlich Niederländischen Akademie der Wissenschaften  in Amsterdam. In Mannheim zählte er zu den Mitgliedern des Vereins für Naturkunde. Außerdem trug er die Ritterklasse des holländischen Unionsordens.

## Nachkommen
Sein Sohn Carel van der Wijck (1797–1852) war ebenfalls niederländischer General, zuletzt Chef der Holländischen Kolonialarmee in Java. Ein anderer Sohn, Herman van der Wijck (1815–1889), fungierte als Mitglied der Regierung von Niederländisch-Indien. Dessen Sohn Carel Herman Aart van der Wijck (1840–1914) war Generalgouverneur und Vizekönig von Niederländisch-Indien. Seine Tochter Carolina war Schülerin des Mannheimer Galeriedirektors und Hofmalers Franz Joseph Zoll und wurde eine bedeutende Lithographin.